# Rosa Marie Bunt
Rosa Marie Bunt (* 12. März 1958 in Gütersloh) ist eine deutsche Schriftstellerin.

## Leben und Wirken
Rosa Marie Bunt nahm nach dem Abitur ein Studium der Modernen Philologien und Literaturwissenschaft an der Universität Bielefeld auf. Im Anschluss an Staatsexamen und der Diplomierung als Übersetzerin begann sie ein Zeitungsvolontariat. Sie wurde Redakteurin, später Chefredakteurin, und arbeitete auch als Presse- und PR-Referentin sowie als Texterin. 1993 gründete die ausgebildete Journalistin eine Medienagentur im nordrhein-westfälischen Gütersloh. Seitdem arbeitet sie freiberuflich an den Standorten Gütersloh und Berlin.
Rosa Marie Bunt machte sich darüber hinaus als Autorin einen Namen. Neben Gedichten und Aphorismen schrieb sie einen biografischen Roman – Tierisch drauf, accurat verlag, Berlin 2009 –, der 2010 in Zusammenarbeit mit dem accurat verlag und dem Blinden-Museum Berlin auch in einer Brailleschrift-Ausgabe veröffentlicht wurde. Als Autorin und Herausgeberin verfasste sie die 2011 im Aphaia Verlag, Berlin, erschienene Künstlerbiografie Mitunter fällt mir etwas ein, die sich als eine dokumentierende Sammlung und Hommage zum 70. Geburtstag des (Film-)/Komponisten und Wegbereiters der Rockgruppe Puhdys, Peter Michael Gotthardt, versteht.
Ferner schreibt Rosa Marie Bunt, die auch als Drehbuchautorin, Rezensentin und Lektorin für Verlag, TV und Film tätig ist, Kinderromane und -geschichten. 2017 erschien ihr Kinderroman Karlotta Kürbis' feuerrotes Abenteuer im Burg Verlag, Rehau.

## Werke
- Karlotta Kürbis' feuerrotes Abenteuer. Burg Verlag, Rehau 2017, ISBN 978-3-944370-63-7
- Mitunter fällt mir etwas ein. Eine dokumentierende Sammlung zum Siebzigsten von Peter Michael Gotthardt. Aphaia Verlag, Berlin 2011, ISBN 978-3-926677-82-2
- Tierisch drauf. accurat verlag, Berlin 2009, ISBN 978-3-926578-53-2 und Tierisch drauf – Braille, accurat verlag/Blinden-Museum Berlin, Berlin 2010